# 浮標

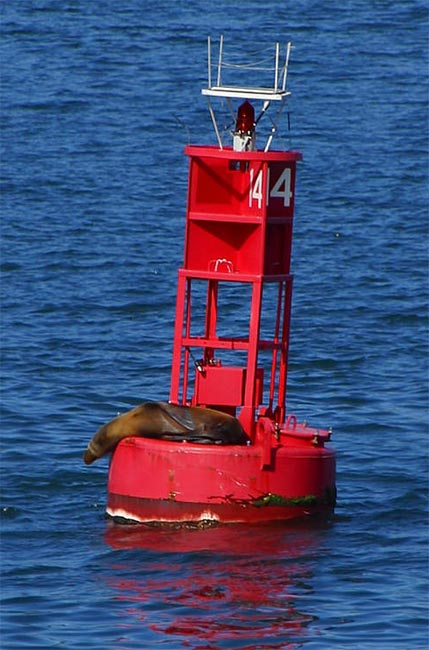
サンディエゴ港の航行浮標#14。上にアシカがいる。

浮標（ふひょう、英: buoy）は、様々な目的で水面に浮かべる構造物。外来語でブイとも呼ばれる。錨で固定させることも海流に漂わせることもできる。

## 種類

### 航路浮標
- 緊急沈船標示浮標 - 緊急沈船標示浮標は、新たな沈船の場所を示す明確な手段であり、国際規格となっている（ただし日本国では未採用）[3]。この浮標は一時的な対応で使用され、通常は最初の24-72時間使用される。この浮標は青と黄色の縦縞模様に塗色され、青と黄に交互点滅するライトが備わっている。これは2002年のドーバー海峡で起こった船舶 (MV Tricolor) の衝突沈没事故が原因で出来たものである[4]。
- 氷上の標示浮標 - 結氷した湖や川に存在する穴の場所を示すために使われ、スノーモービルが穴の上を通らないようにするもの。
- 大型自動航行浮標(LNB) -  灯台船の代わりとして電子的に監視される強力な灯火を備えた高さ10m以上の自動制御浮標[5]。英語圏ではランビー・ブイ (Lanby buoy) とも呼ばれ、海図上では "Superbuoy"[6]ないし台形状の記号で表されたりもする[7]。
- 側舷標識浮標 - 標識の位置が航路の端であることを示す浮標。左舷標識は、塗色と灯火いずれも緑色。右舷標識は、塗色と灯火いずれも赤色[8]。
- 安全水域標識 - 水路の入り口または付近の陸地初認を示す航路浮標。塗色は赤白の縦縞で頂部に赤色球が付いている[8]。
- 航路標識 - 船舶が安全に航行できるよう、海上の航路や危険水域や管轄域を示すことで操舵を支援する。一部の航路標識にはベルやゴングが取り付けられており、波で揺れると音が鳴る。
- 沈船標示浮標- 視認できない危険域から遠ざかるよう他の船に警告する目的で沈船箇所を示す浮標。
- 灯浮標 - 夜間に境界として使う、灯火装置を備えた浮標。
- 競技コース用の標示ブイ- ブイを設置したレースは、ヨットおよびパワーボートレースの最も一般的な形態である。このブイは競技コースの範囲を定めるために使われ、指定された側を通過する必要がある。このブイは水中オリエンテーリング競技にも使用されている。

### 目印となるブイ
ブイは、しばしば水中にある物体の位置を示すのに使われる。一時的なものと永続的なものがある。
- あば（網端・浮子）- 漁網の上縁につける、水中に沈めた網の位置を示すブイ[9]。現在では送信機を内蔵した「ラジオ・ブイ」（電波法令上は無線標定移動局、操作に無線従事者は不要[10]）が網の両端に使用され、そこから送信する電波を船で受信することで網を張った方位等を把握する[11]。主に延縄漁や刺網漁でこれが採用されているほか、かご漁でも使われている。
- エビかご用の浮子(Lobster trap buoys) - 西欧のロブスター漁師が自分の仕掛けたエビかごを見つけられるよう、かごの場所を示すのに使用される明るい色のブイ。各ロブスター漁師は独自で着色した印や登録番号を持っているので、（最悪ラジオブイなしでも）どれが自分のものかを判別できる。このブイは明るい色で数字も目立つため、悪天候で視界が悪い時でも視認可能である[12][13]

#### 潜水用

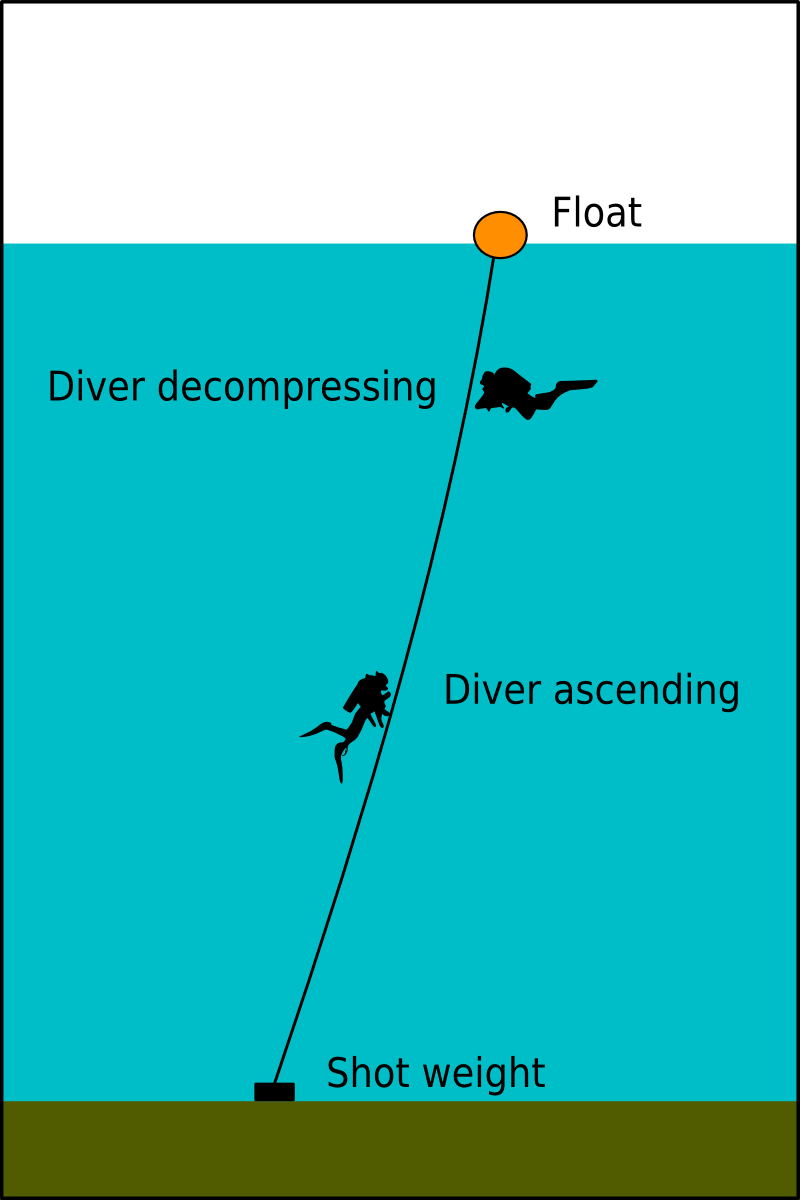
潜水地点を示すショット・ブイと潜水士の挿絵

幾種類かのマーカーブイは、潜水士によって使用される場合がある。
- 減圧時ブイ - 減圧停止の最中に、水中にいる自分の位置を示すために、潜水したスクーバダイバーによって展開されるブイ。
- ショット・ブイ - スクーバダイバーの安全を確保するために潜水地点を示すブイで、ロープと重り(shot weight)が付属している。これにより潜水士は視界の悪い状態や潮流があっても容易に潜水地点に降りることができ、また上昇時に安全に減圧停止することができる。
- サーフェス・マーカー・ブイ(SMB) - スクーバダイバーが水面で膨らませて、自分の浮上場所を知らせる緊急用のブイ[14]。特に、水中で膨らませて浮上前に自分の居場所を知らせることができるものはディレイド・サーフェス・マーカーブイ(DSMB)と呼ぶ。
- 潜水地点境界ブイ - 潜水士が境界域内で作業中であるという標識として使用されるブイ。これは通過する船舶に境界域に立ち入らないよう通知する意図がある。

### 救助用
- 救命浮環 (Lifebuoy)  - 落水した人の方向に投げ、つかまらせて救助するために設計された救命道具[15]。通常は、救助側が落水者を引っ張るためのロープが付いている。
- 自己位置データ発信ブイ (SLDMB)  - 海洋表層流を測定するために設計された水面漂流型のブイ。 位置を定期的に送信するGPSセンサーを備えており、アメリカ沿岸警備隊による捜索救助任務でも配備される。SLDMBは、海面上にある表面積が非常に小さくて水中面積が大きいため、風や波の直接影響による進路のずれが殆ど無い[16]。
- 潜水艦救助ブイ- 緊急時や通信用に解放して使用されるブイ。沈没した潜水艦はその位置を救出部隊に知らせるため「メッセンジャー・ブイ」と呼ばれるものを放出し、このブイは救難ワイヤーを引きながら海面に浮上する。片や救助艇は、発見したブイから伸びるワイヤーを使ってレスキュー・チェンバーを同潜水艦まで送ることができる[17]。

### 研究用

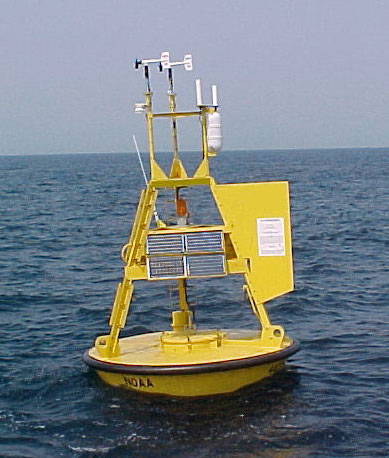
アメリカ海洋大気庁の海洋気象ブイ

- プロファイリングブイ - 海水温や塩分濃度などの水質を測定しながら水面下2000ｍまで管理された速度で沈降するよう浮力を調整してある特殊なもの。一定時間（通常は10日）経過するとブイは水面に戻り、衛星を介してデータを送信したのち再度沈降する[18]。ARGO計画を参照の事。
- ブイ式海底津波計[19] - 海底水圧の急激な変化を検出可能な固定ブイで、太平洋津波警報センターおよびインド洋の津波警報システムの一部として使用されている。
- 波観測ブイ - 水面の動きを波列として測定するために用いられるもの。送信されたデータを分析することで、有義波の高さや周期・波の方向といった統計量が生み出される。
- 海洋気象ブイ - 気温、気圧、風速、風向などの気象パラメータを測定し、専用のアルゴスシステムや商業衛星電話網などの衛星無線接続を介してこれらのデータを気象センターに報告し、天気予報や気候調査に使用するもの。錨固定させる（係留ブイ）場合も海洋表層流に漂わせる（漂流ブイ）場合もある。気象ブイは、海洋データ収集システム (Ocean Data Acquisition Systems) ことODASブイと呼ばれることがあり[20]、海図上では「特殊標識」浮標として記される[21]。

### 係留用
- 係船浮標 - 係留ケーブルやチェーンの一端を水面上に維持させ、船やボートをそこに繋げるようにしたブイ。多くのマリーナではこのブイを番号記載してあり、特定の船舶に割り当てたり短期で貸し出す。
- トリッピングブイ - 動かせなくなった錨をより簡単に解放できるよう、引き綱(tripping line)の一端を水面に保持するために使用される。

### 軍事用
- マーカーブイ - 海戦（とりわけ対潜戦）で使用され、炎と煙を出して発光や狼煙の役割を果たす、ある種の火工品として用いられるブイ。通常は直径3インチ(76 mm)で長さ約20インチ(500mm)の装置で、海水との接触で切り離されて水面に浮遊する。一定時間経過で炎が消えるものや、不要になったら沈むものなどもある。
- ソノブイ - ソナーによって潜水艦を検出する目的で、対潜戦航空機から水中に投下されるブイ。
- ターゲットブイ - 海軍や沿岸部隊の実弾射撃訓練における、小型ボートなどの疑似標的として使われるもの。通常は重機関銃・速射砲・機関砲・対戦車ロケット弾を撃つ際の標的となる。

### 特定形状
- ダンブイ(DAN buoy)には幾つかの用途・種類がある。
  - 光と無線ビーコンによって航路を提示する大型の海上航行補助ブイ。
  - ヨットや小型プレジャーボートで使われる旗つきの救命浮輪。
  - デンマークの巻網漁で使われる、網の錨場所を示す一時的なマーカーブイ。
  - 掃海作戦中に、特殊な艦艇 (Danlayer) によって敷設された一時的なマーカーブイで、掃海の経路や掃海水域、既知の危険水域ほか諸々の位置や参照点の境界を示すもの。
  - 赤と黄色（オスカー）の国際信号旗がついた、落水者の位置を示す一時的なマーカーブイセット[22]。
- スパーブイ (Spar buoy)  - 直立に浮かぶ、長細い浮標構造物。例えば米国の調査船RP FLIPなど[23]。

### その他
- 宇宙ブイ - SF作品に登場する要素で、航行データや警告を発する宇宙空間の静止物体。例えば『スタートレック』作中にこのブイが登場する[24]。
- 郵便ブイ- アメリカ海軍で悪ふざけとして用いられる空想上のブイ。船あての郵便物がブイに括られて海を漂って届くため（真っ赤な嘘）、見つけしだい回収するよう新人水兵に伝えられる。この任務を真に受けた新人は、郵便ブイを見逃すまいと波間を監視する[25]。

## その他の用途
- 文芸作品のタイトルに使われる場合がある。著名なものでは、三好十郎の戯曲『浮標』や、北方謙三の小説『錆びた浮標（ブイ）』が知られている。
- ブイは、一部の波力発電で電力を発生させるのに使われている[26]。
- ジョージ・A・ステファン（現Weber Inc.創設者）は、金属ブイを半分に切って、丸い蓋のついたドーム型ケトルグリルを発明した[27]。

## ギャラリー

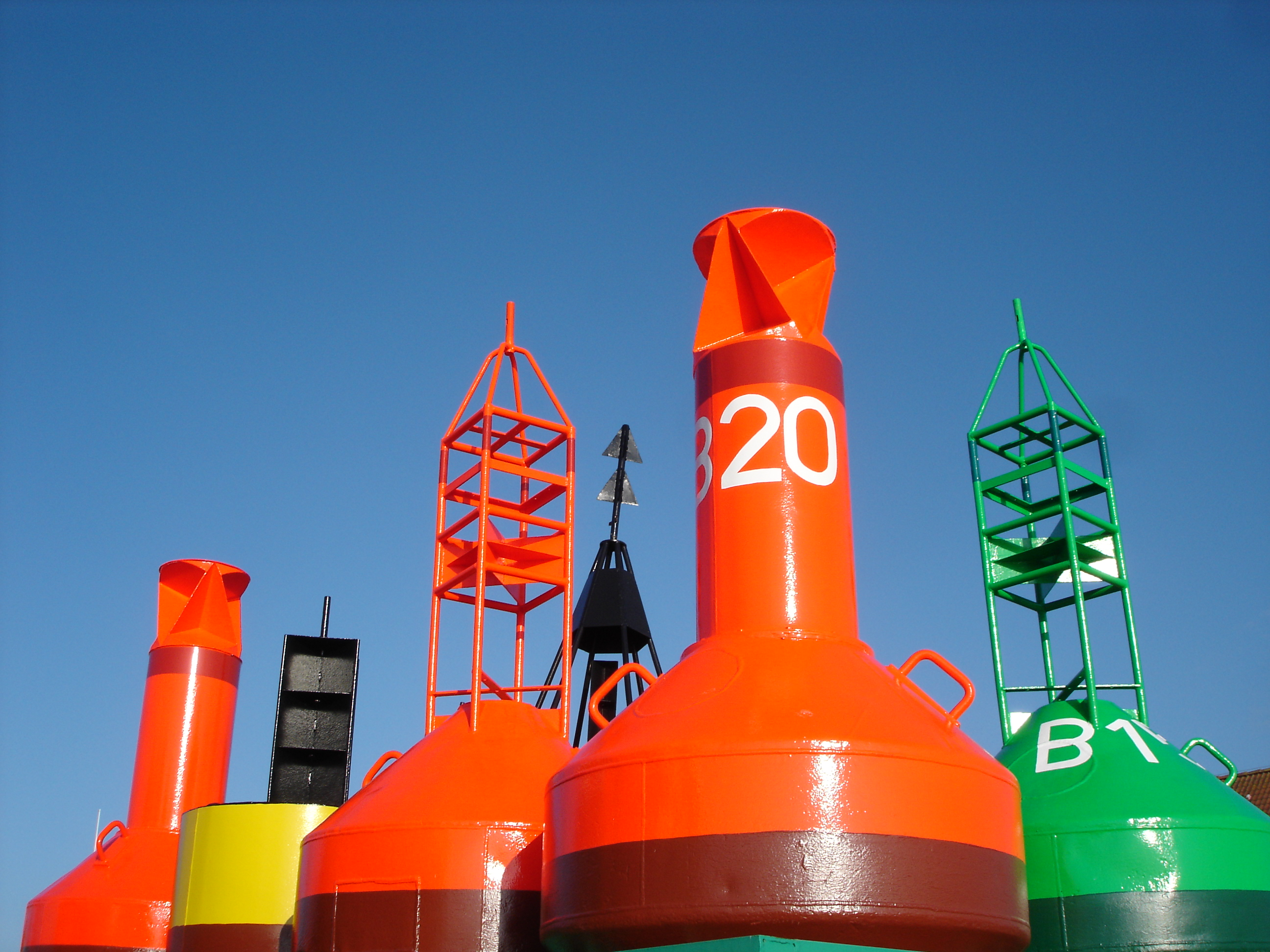
幾種類もの浮標。
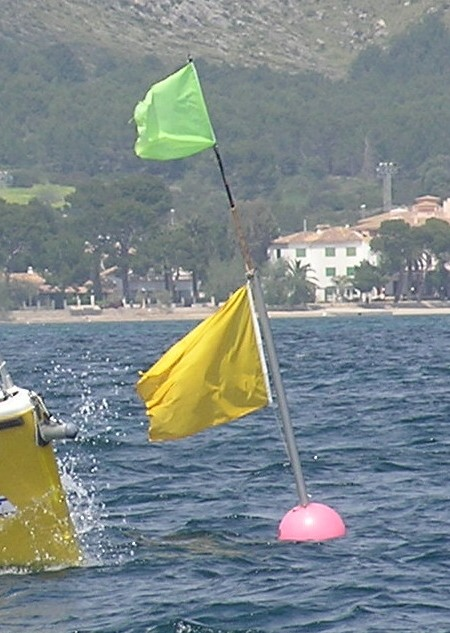
ヨットレースで転回の目印として使用されるブイ
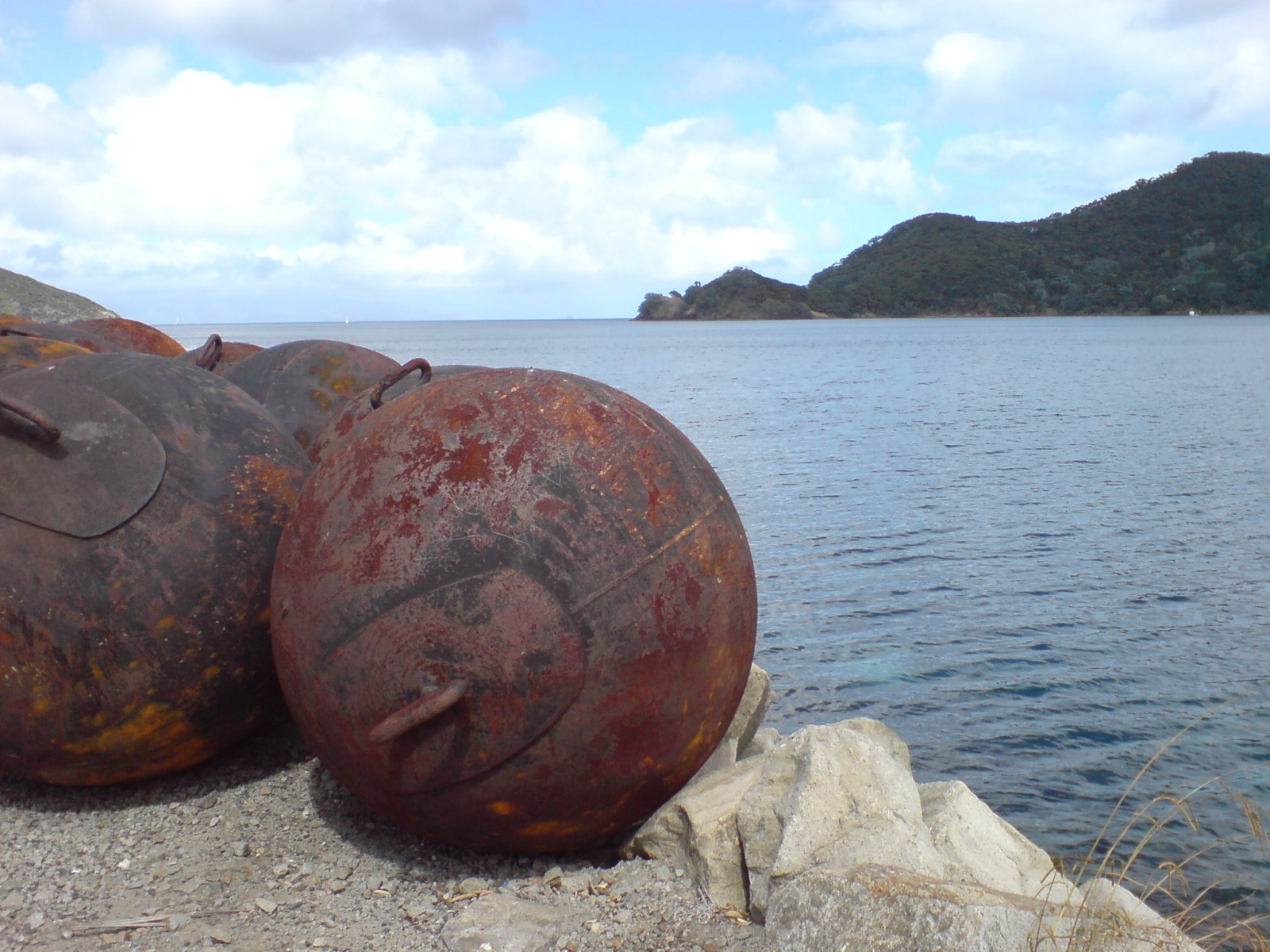
古い鉄製のブイ、恐らく係留用。
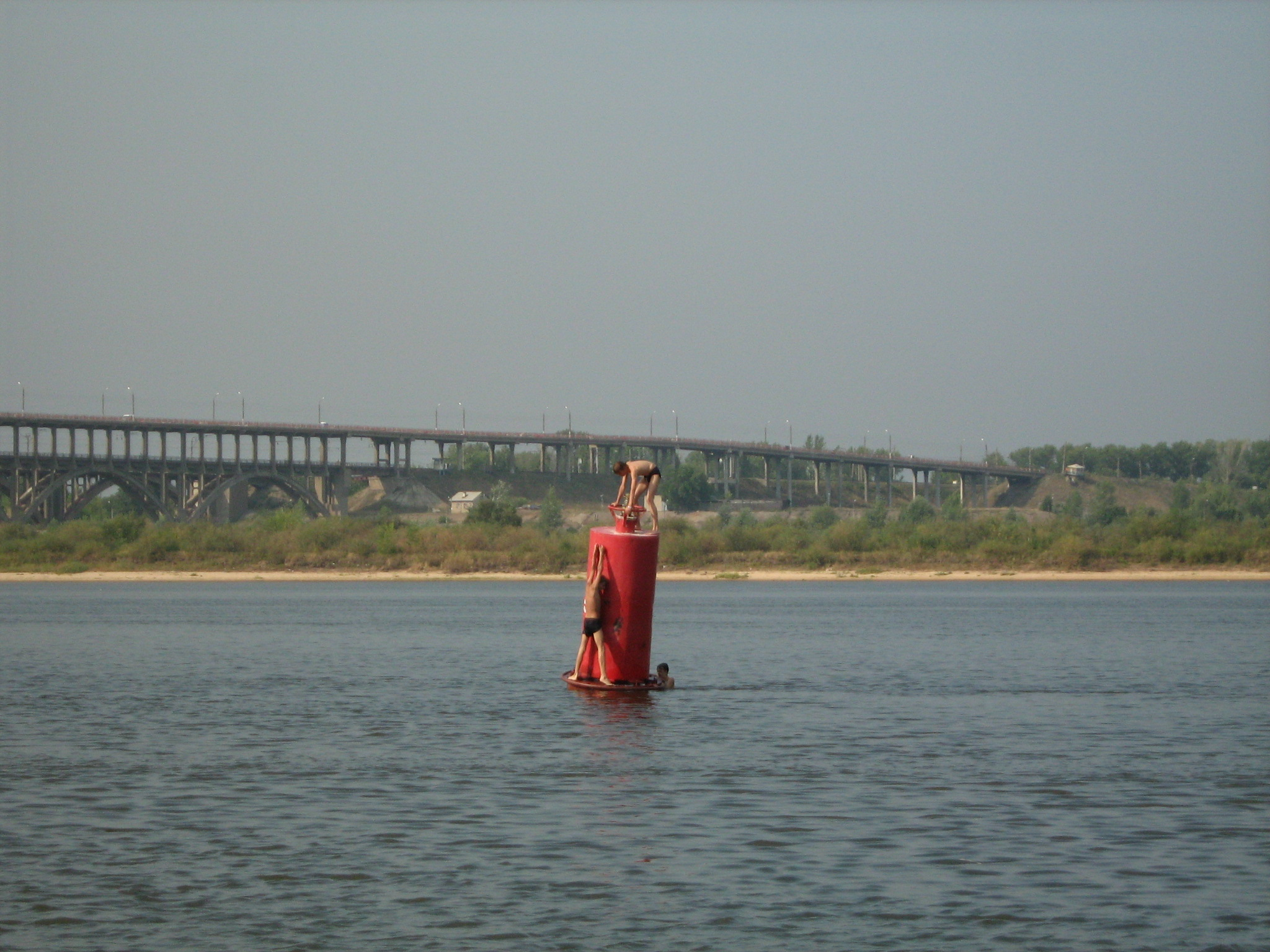
ヴォルガ川の浮標で遊ぶ子供たち
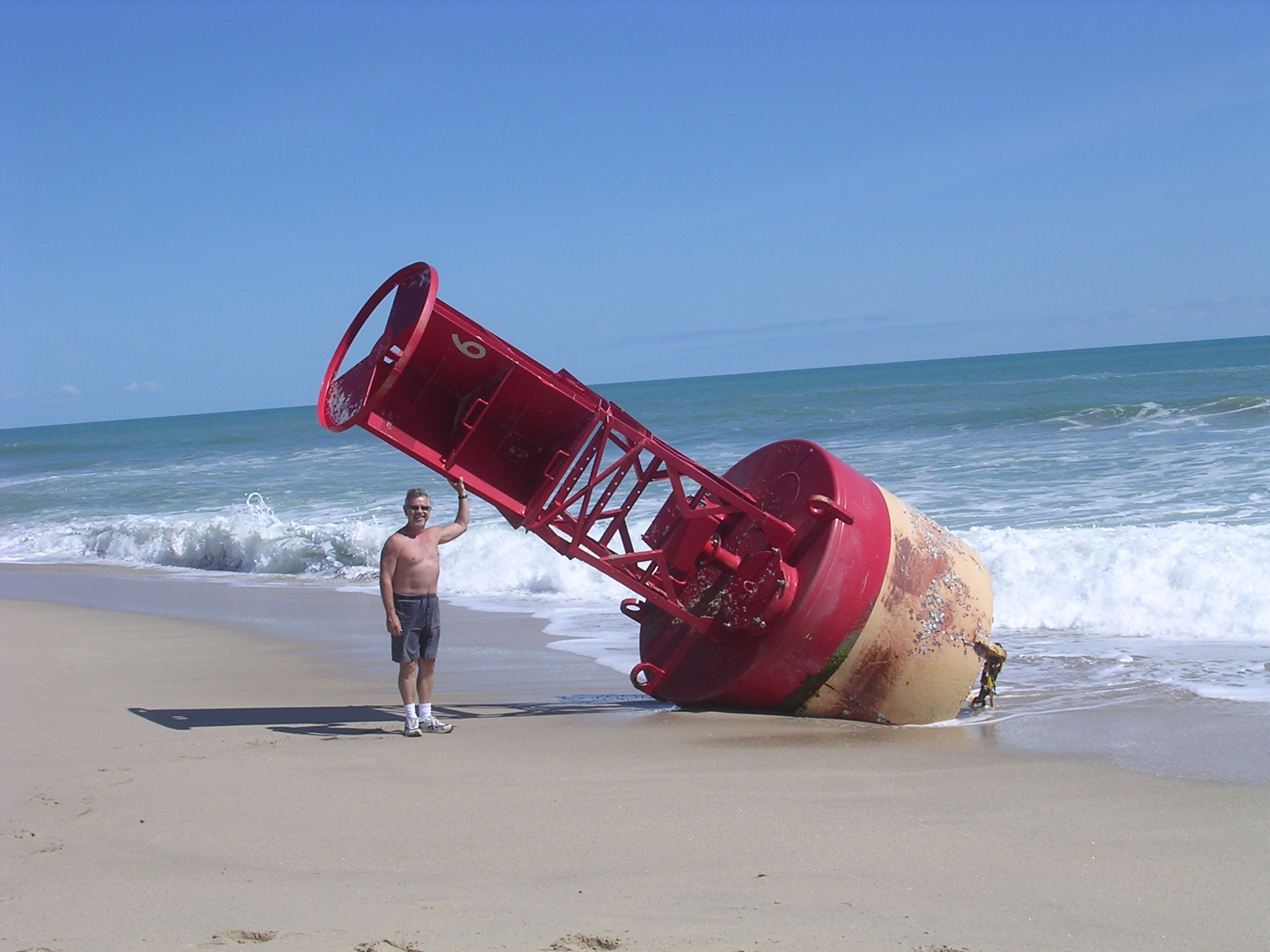
セバスチャン・インレット州立公園の浜辺にあった浮標。
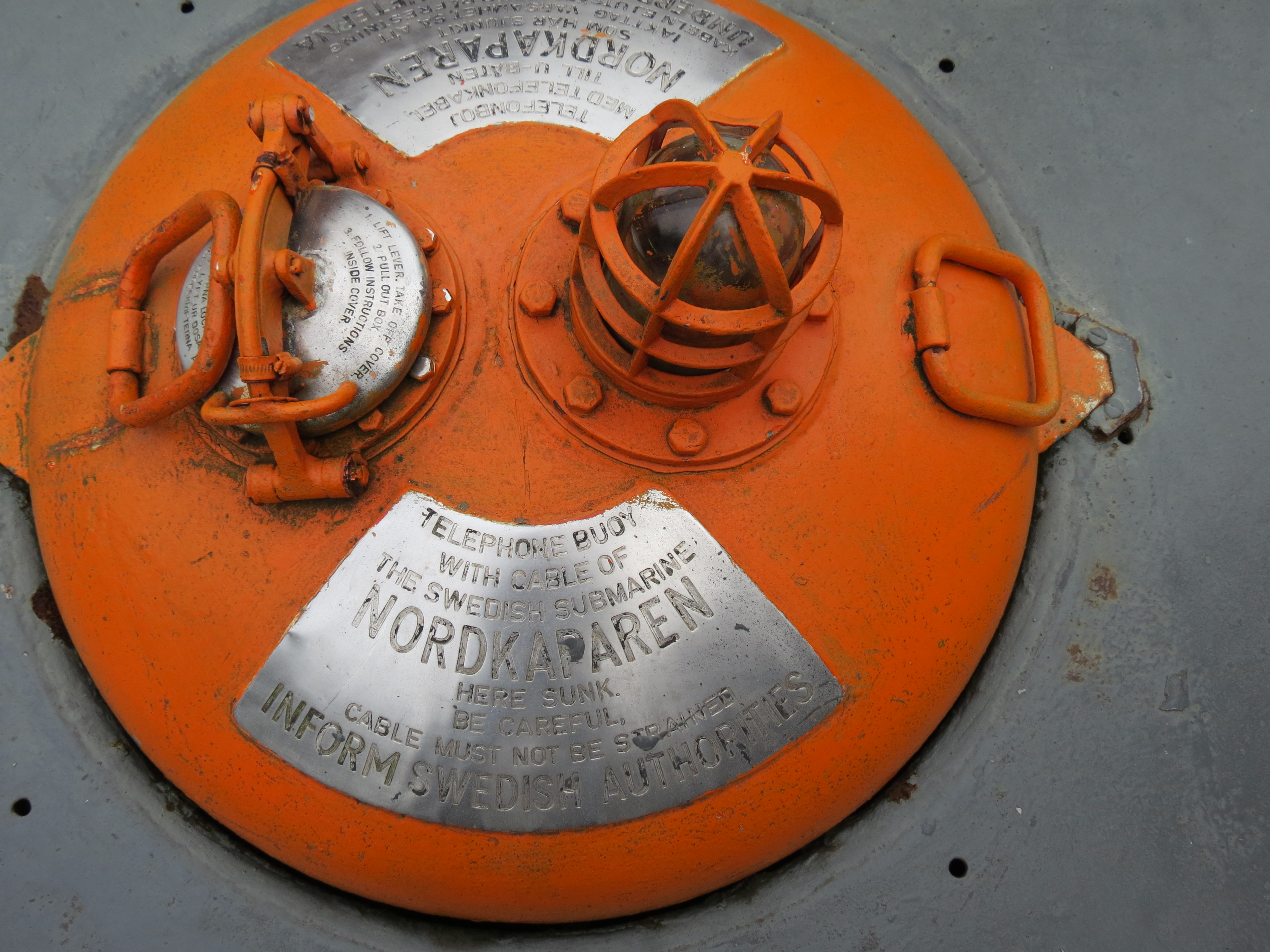
スウェーデンの潜水艦Nordkaparenの緊急ブイ
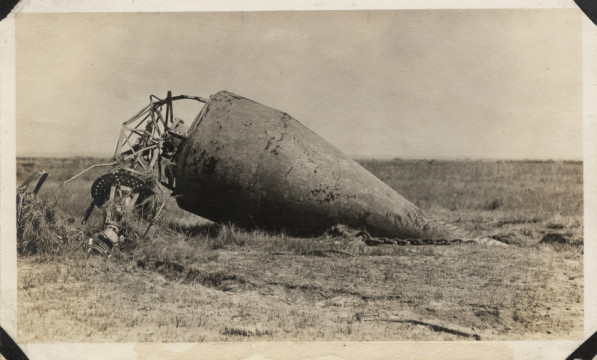
ハリケーン (1915 Galveston Hurricane) 襲来後、テキサス市近郊に打ち揚げられた浮標
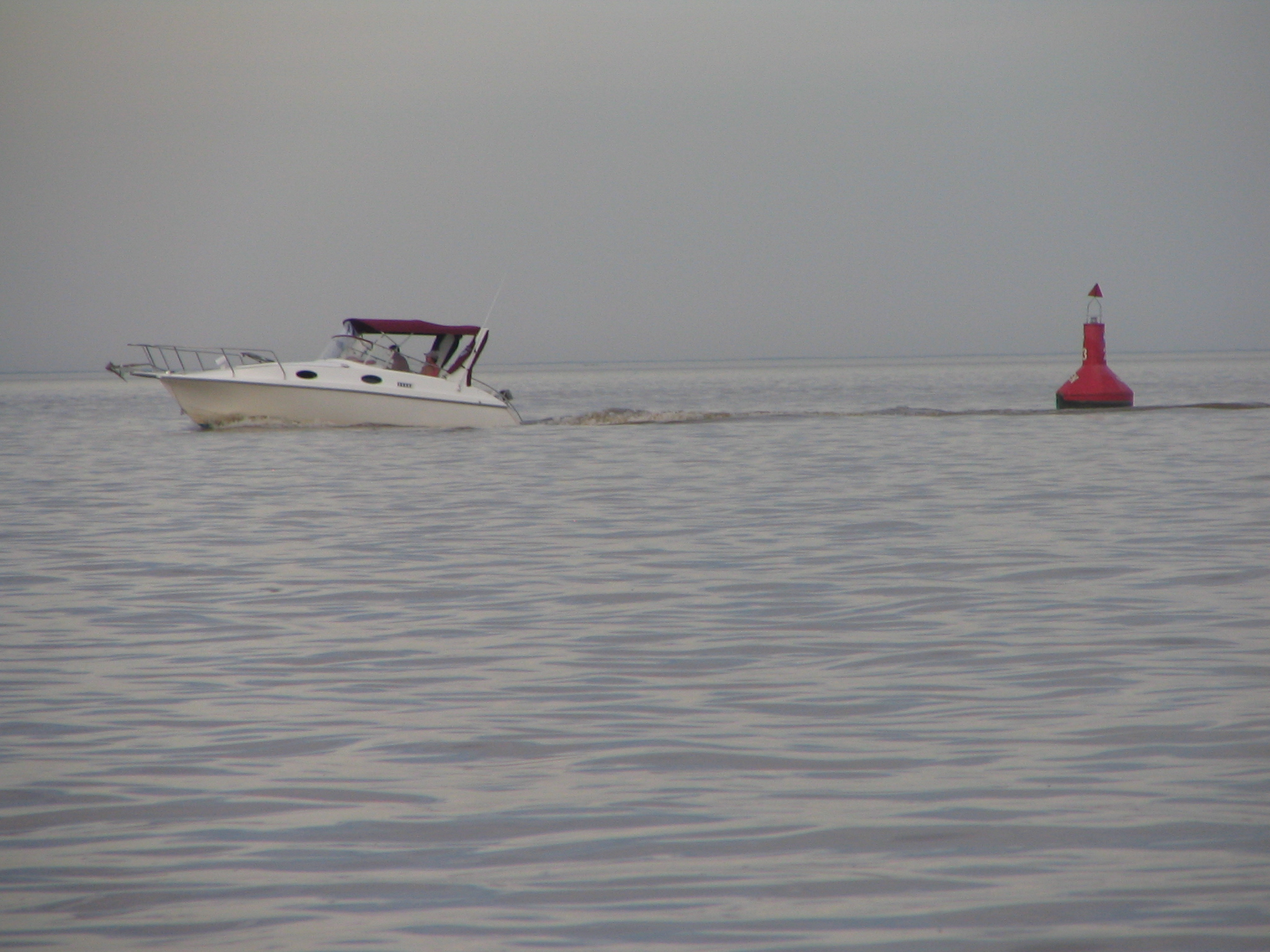
アルゼンチンのラプラタ川にある右舷標識浮標
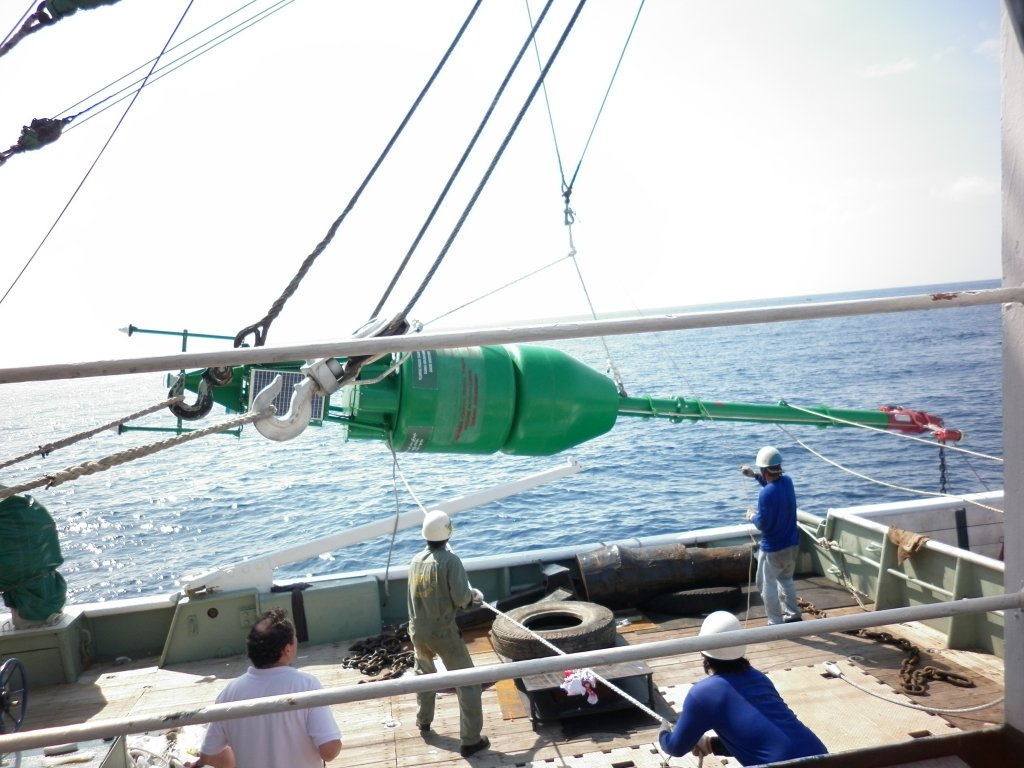
アンダマン海に配備される前の津波ブイ
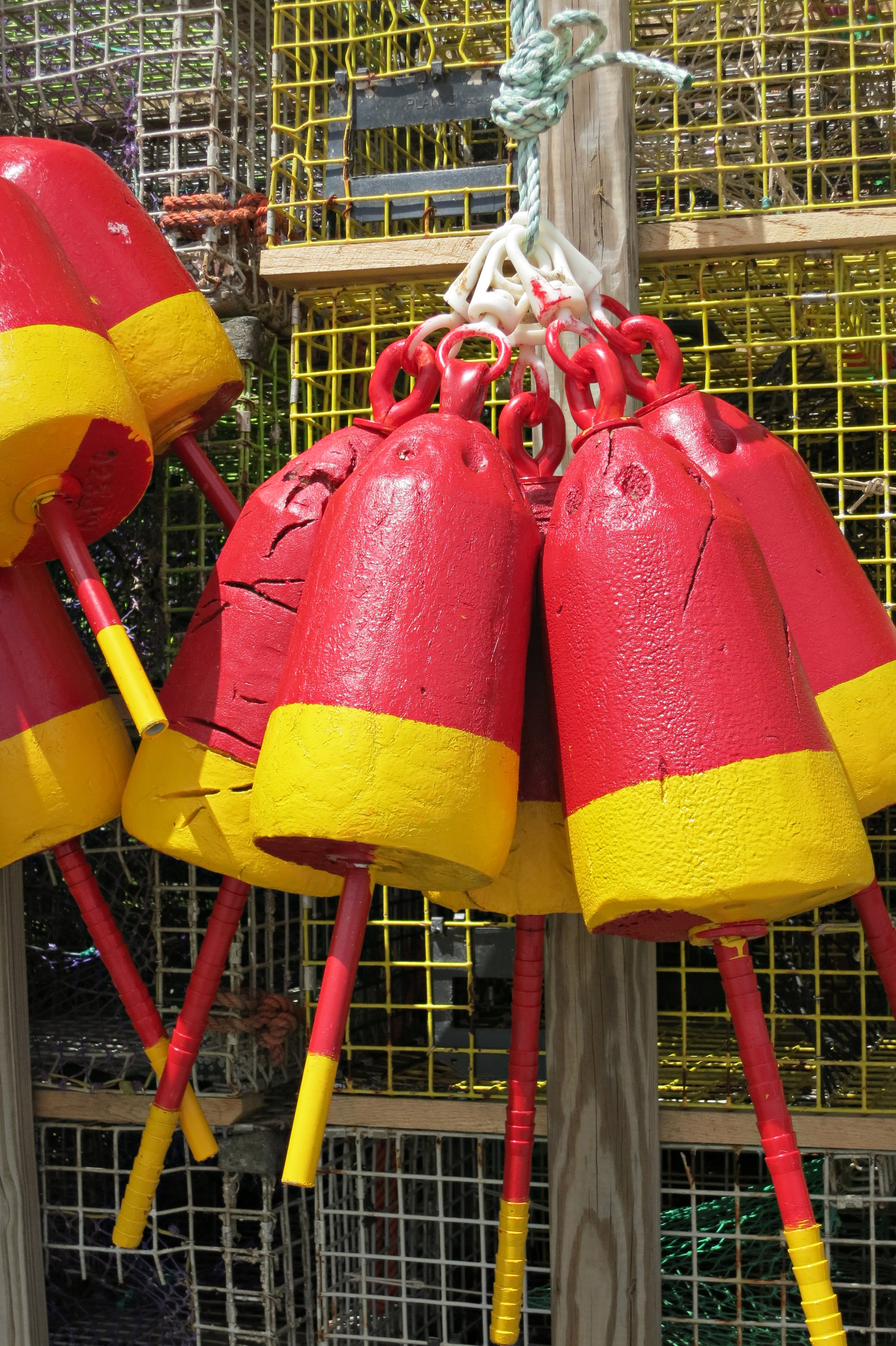
エビかご用のブイ。背景にあるのがエビかご
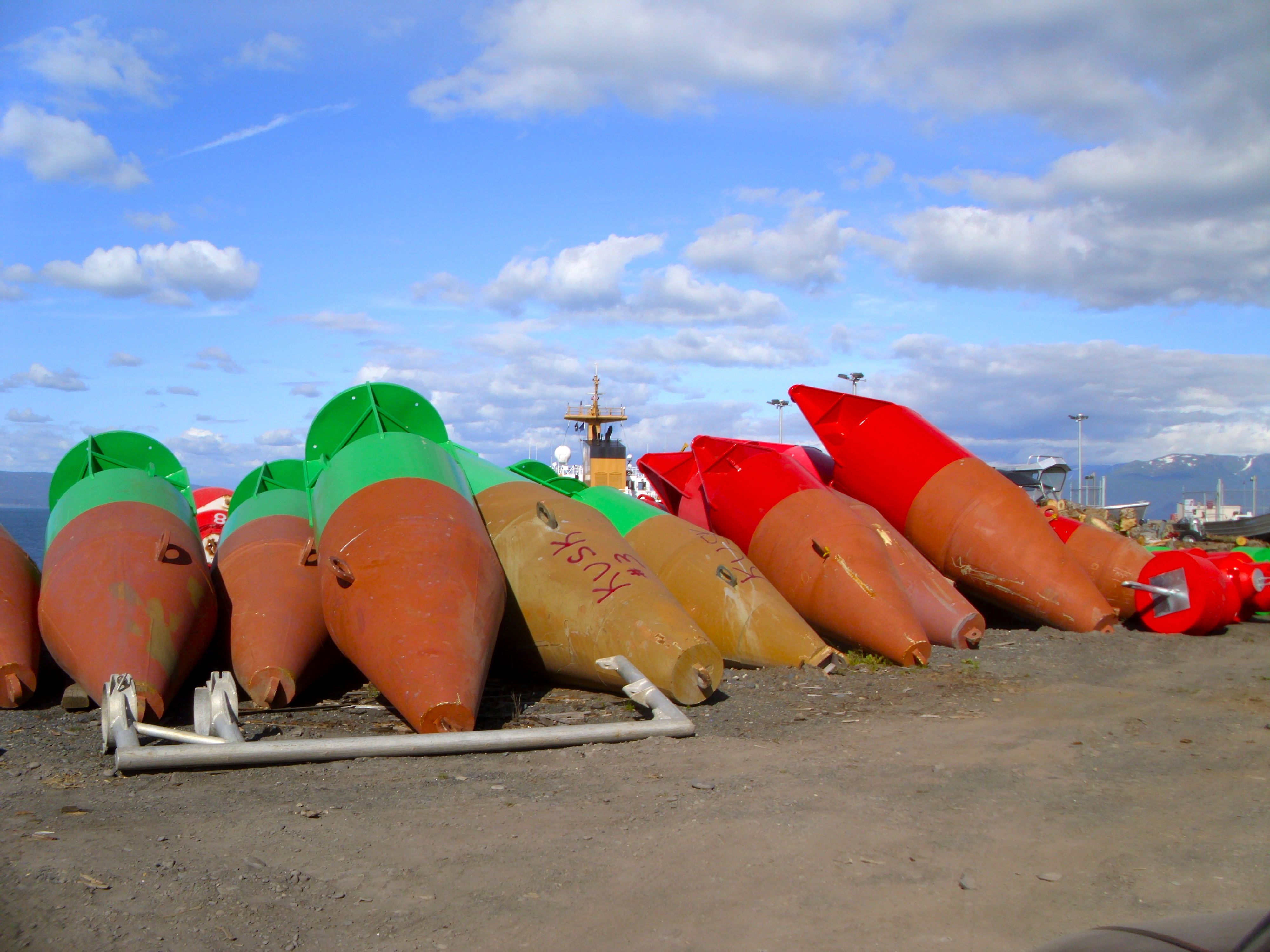
米国アラスカ州ホーマー市にて乾燥保管中の浮標
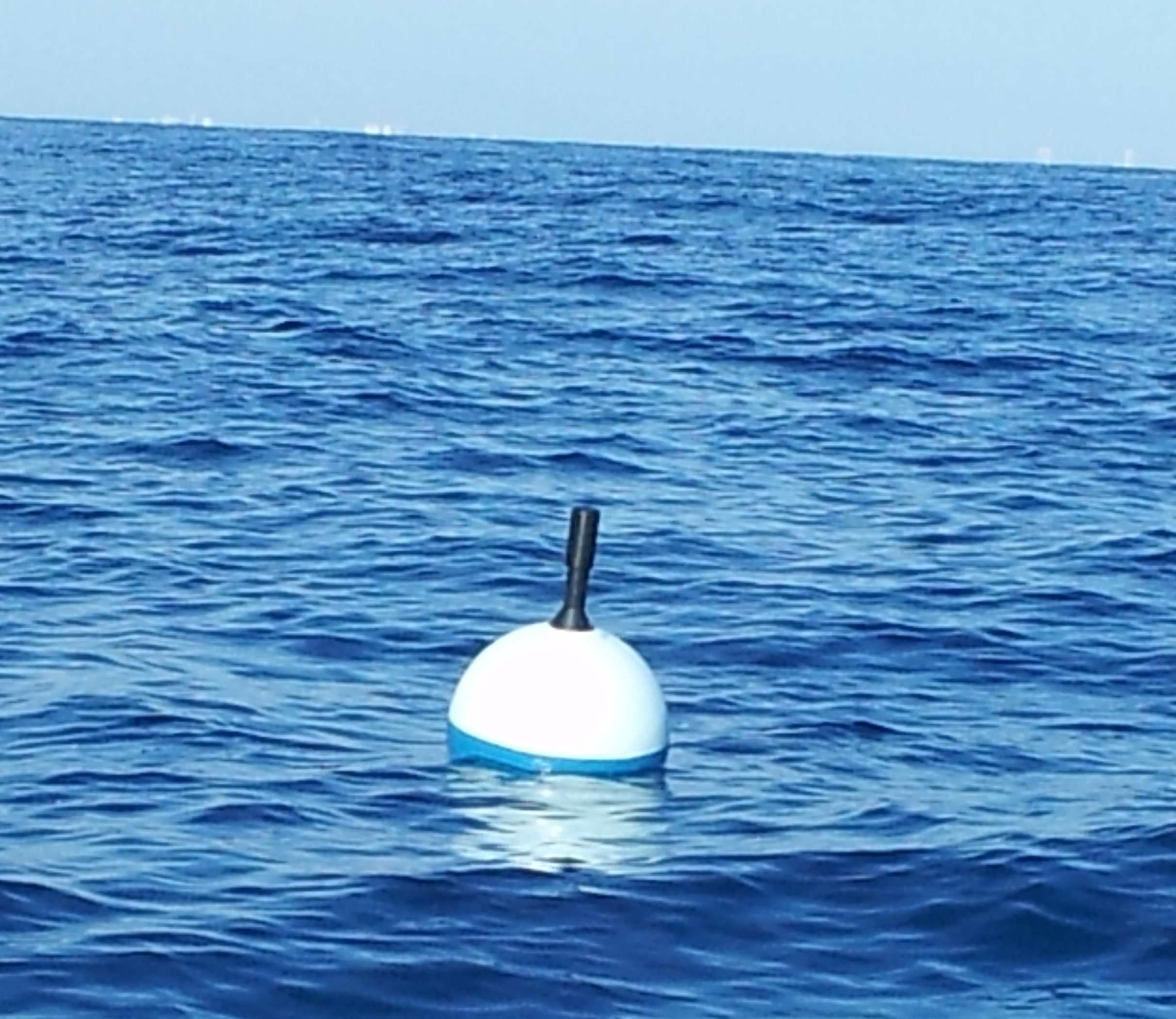
気圧計を装着した漂流式ブイ
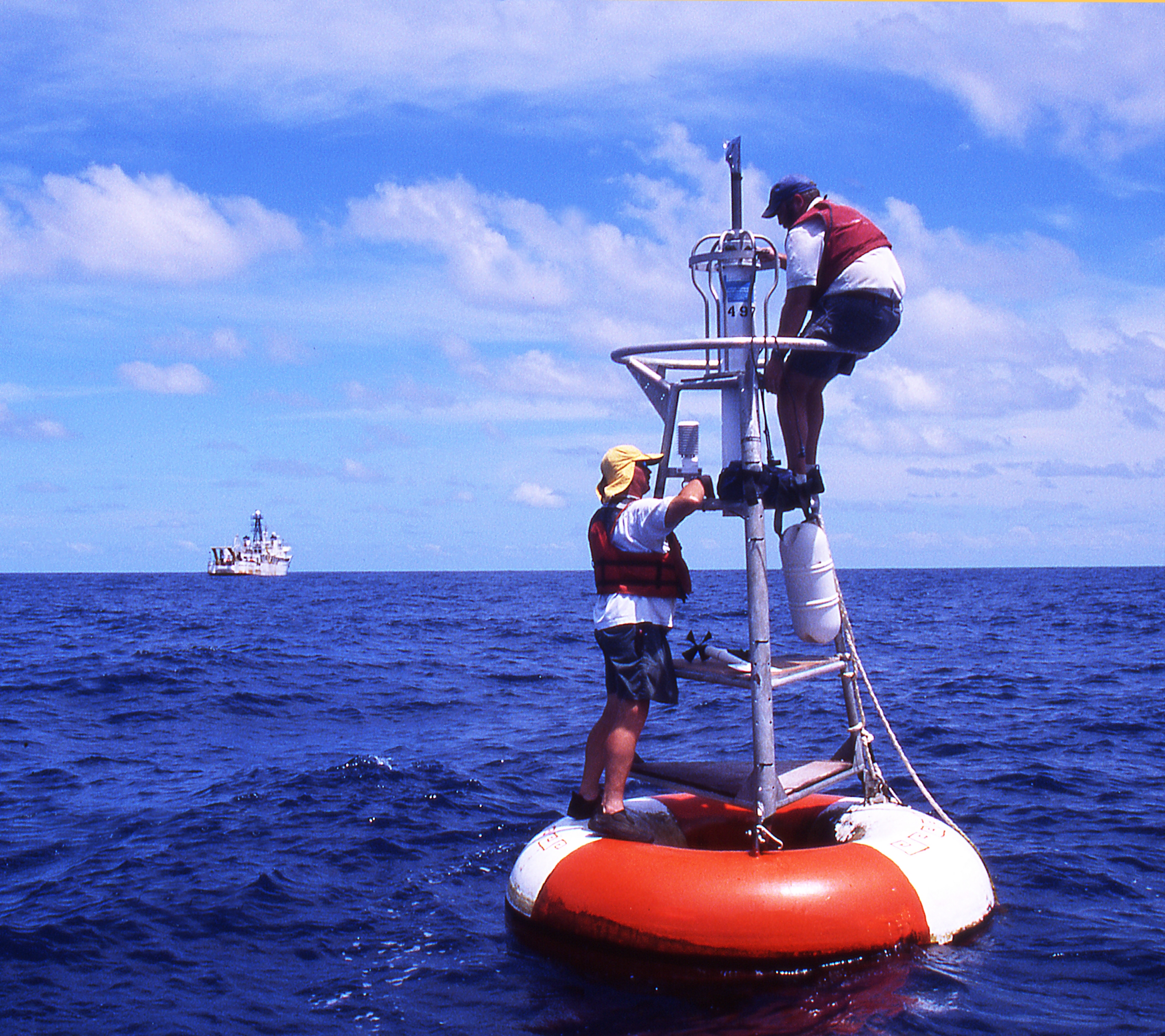
修理中のブイ
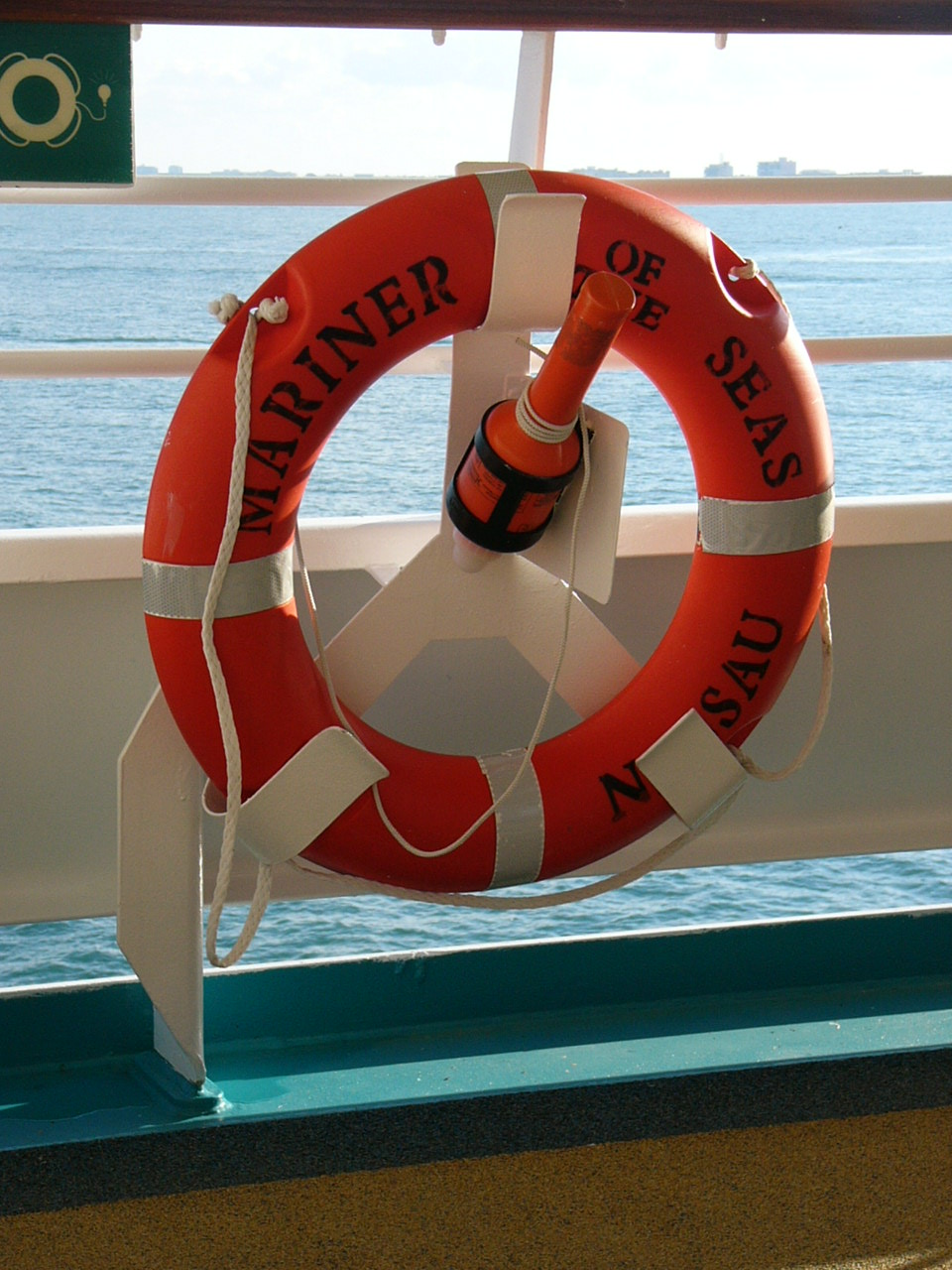
クルーズ船の救命浮輪（灯火つき）
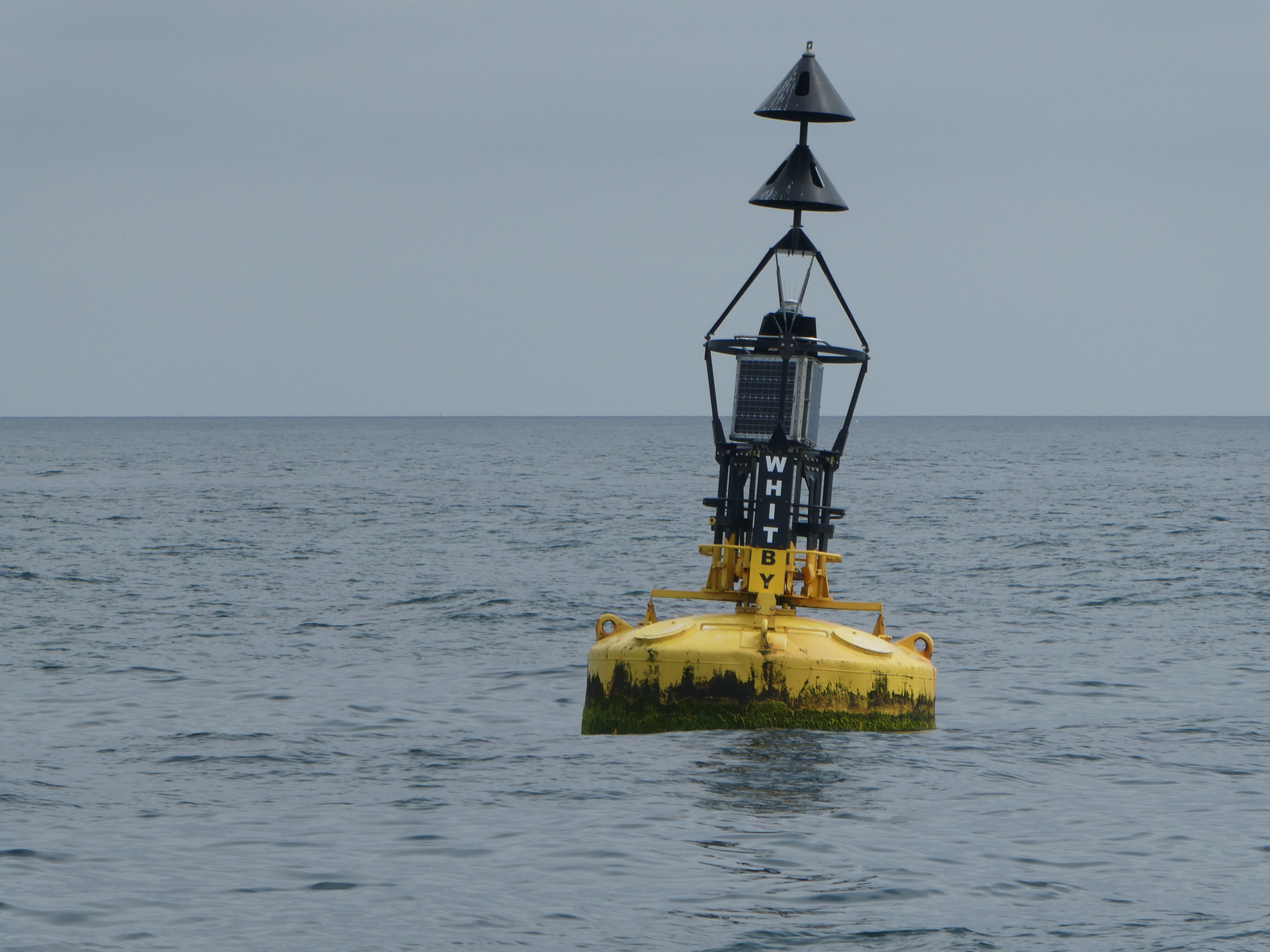
英国ノース・ヨークシャー州ウィットビー沖のブイ